# Protoindústria
La protoindústria és un terme usat en història per a indicar una manera d'organitzar les activitats extraagrícoles, caracteritzada per una vitalitat notable i també per una capacitat d'adaptació, també a llarg termini.

## Història
La protoindústria es desenvolupa a Europa entre el segle xvi i el segle xvii. En aquest període, l'activitat manufactuerera s'efectuava de manera artesana en zones amb l'anomenada indústria a domicili amb el mètode definit com a putting-out system. Atès que la producció artesanal estava obstaculitzada i limitada pels reglaments corporatius dels gremis, el sector de la indústria a domicili era el més dinàmic d'Europa al segle xvii.
Per a la protoindústria tèxtil calia un empressari que posseís a la vegada les matèries primeres i els telers.
Les característiques i el major avantatge d'aquesta protoindústria era la de tenir una mà d'obra a la vegada molt barata i flexible.
L'inici de la decadència de la protoindústria pot ser considerat l'any 1713, quan John Lombe va fundar una empresa que ja utilitzava una màquina per treballar la seda. Aquesta empresa utilitzava 300 obrers.